# L'Ours (jeu sportif)
 (janvier 2025).
Si vous disposez d'ouvrages ou d'articles de référence ou si vous connaissez des sites web de qualité traitant du thème abordé ici, merci de compléter l'article en donnant les références utiles à sa vérifiabilité et en les liant à la section « Notes et références ».
Pour les articles homonymes, voir L'Ours.
L'ours est un jeu sportif qui a disparu des cours de récréation et de presque toutes les mémoires mais auquel on a pu voir les garçons y jouer jusqu'au milieu du XXe siècle.

## Déroulement du jeu

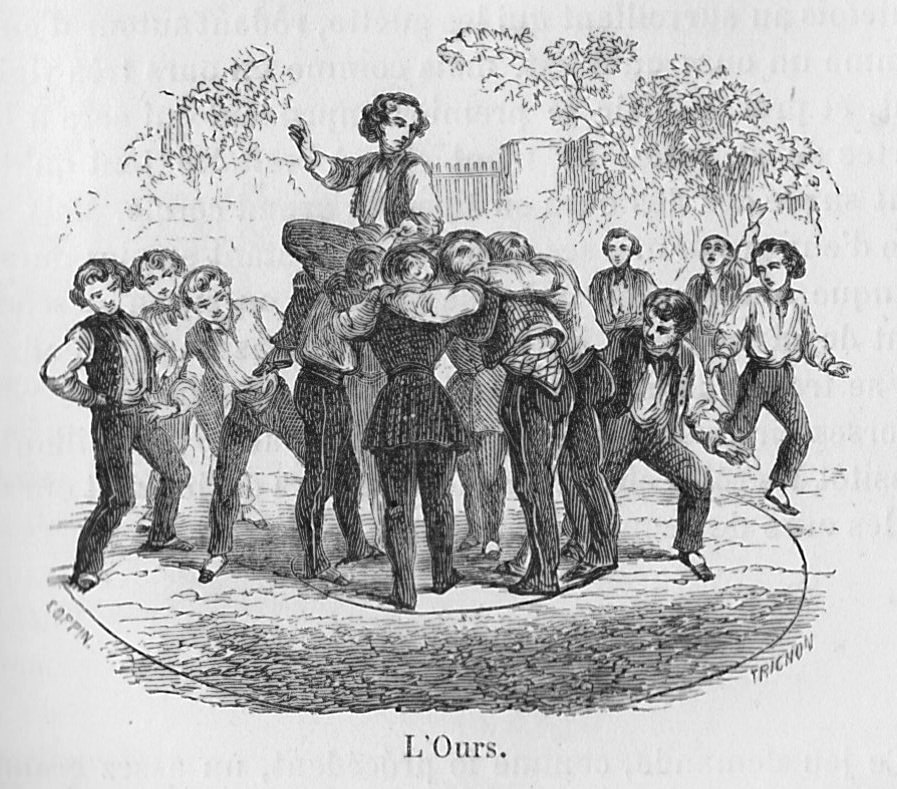
Le jeu de l'ours, gravure du livre de Guillaume Belèze, Jeux des adolescents, 1858

Ce jeu qui par certains côtés ressemble au jeu cheval-fondu se joue avec deux équipes de 5 joueurs au minimum et de 7 joueurs au maximum.
Sur la terre, comme on le faisait autrefois, on trace un grand cercle en faisant tourner une chaîne de participants dont le premier est le centre, pour permettre au joueur qui se trouve à l'extrémité d'entamer le sol avec l'arête extérieure de sa chaussure. Ce joueur le fait avec une craie sur une aire bétonnée ou goudronnée.
Tous les membres d'une équipe se placent à l'extérieur de l'espace délimité par le cercle ; l'espace intérieur est réservé à l'autre équipe, l'ours dont un des membres jouera le rôle de gardien.
L'équipe qui se trouve à l'intérieur du cercle se place au centre et tous ses joueurs sauf un se resserrent de façon à pouvoir rester unis en plaçant chacun le bras droit sur l'épaule gauche et derrière le cou du joueur qui se trouve immédiatement à sa droite et le bras gauche sur l'épaule droite et derrière le cou du joueur qui se trouve immédiatement à sa gauche. Chacun incline la tête et le cou au maximum de façon à former un support pratiquement circulaire et pratiquement plat sur lequel viendront se percher en sautant les joueurs de l'équipe adverse. Cette disposition permet aussi de se protéger des chocs provoqués par l'arrivée des adversaires. Le joueur de l'équipe placée au centre qui ne fait pas partie de cette disposition est le gardien qui tourne autour afin d'empêcher les joueurs de l'équipe adverse de s'installer sur ses coéquipiers qui jouent le rôle de l'ours.
Le signal de départ de la partie est donné par le gardien qui crie « À l'ours ». Les joueurs de l'équipe adverse franchissent alors la limite du cercle et essaient de sauter sur les têtes et les épaules de leurs adversaires et de s'y maintenir car le support est assez élevé et exigu. Le gardien, lui, essaie de toucher ceux qui ont franchi la ligne mais la partie est difficile car s'il court après l'un, un autre en profite pour se percher. Il peut, s'il y en a un qui glisse car sa position est mal assurée et dont un des pieds touche terre, le « cueillir » pour faire prendre à son équipe le rôle de ceux qui sont à l'extérieur du cercle
Ceux qui sautent peuvent aider leurs camarades à mieux tenir sur l'ours en sautant du côté opposé ce qui leur permet de les agripper par les épaules, la tête, les mains, les habits, etc. Ils peuvent aussi sauter par-dessus, un peu plus haut pour former une deuxième «couche» de joueurs afin d'accabler ceux qui sont dessous et provoquer l'effondrement de l'ours. Enfin, il y a plusieurs solutions plus ou moins amusantes, plus ou moins « conviviales » mais tout cela doit se faire sans un mot pour ceux qui sont dessus car ceux qui sont dessous font preuve d'invention pour les faire parler et entraîner l'équipe adverse au centre.

## But du jeu
À l'évidence c'est de ne pas être l'ours. Donc, en résumé, pour cela il faut placer le maximum de joueurs sur le support, le dos de l'ours, s'y maintenir en silence et provoquer son effondrement sous la charge des sauteurs. Si cela est réussi, l'équipe garde son rôle, sinon ses joueurs prennent la place de l'autre. Ceux qui jouent le rôle de l'ours peuvent devenir les sauteurs si l'un de leurs adversaires est touché par le gardien à l'intérieur du cercle lorsque au moins un de ses pieds touche le sol, si l'un des sauteurs perché ne garde pas le silence malgré les provocations de l'ours qui peut aussi, dans une certaine mesure, se secouer sans céder.

## Origine de l'appellation du jeu
Depuis le Moyen Âge jusqu'au début du XXe siècle, l'ours, en tant que bête réputée dangereuse, a été montré en spectacle sur les places publiques des villes et villages en Europe. Les montreurs d'ours le dressaient pour impressionner les spectateurs. Parmi les attractions proposées, l'une consistait à faire monter sur le dos de l'ours les enfants réputés craintifs afin de les aguerrir. Ainsi une expression est née de cette pratique qui faisait dire d'un enfant craintif qu'il fallait le faire « monter sur l'ours ». La même expression pouvait être utilisée par dérision avec un adulte excessivement peureux, qui pouvait prendre la tournure « Il n'est jamais monté sur l'ours ».
La mise en scène du jeu de l'ours qui consiste pour des enfants – à l'époque, plutôt des adolescents – à monter sur le dos d'autres regroupés pour simuler un ours protégé par son gardien, n'est pas sans évoquer cette attraction du montreur d'ours. Il semble ainsi probable que l'appellation du jeu soit en relation avec l'attraction et l'expression qui en a découlé.

## Iconographie
La gravure qui figure dans le chapitre Déroulement du jeu illustre très bien la disposition des joueurs qui tiennent le rôle de l'ours, mais un plus grand cercle extérieur peut être jugé préférable pour permettre au gardien de faire son travail, et aux sauteurs de prendre leur élan.
Guillaume Belèze, qui décrit le jeu, donne plusieurs systèmes employés naguère pour constituer les équipes. Ce qui est remarquable, c'est que tous sont basés sur le hasard et non sur le choix, rationnel ou pas, affectif ou pas, du chef de groupe comme c'est le cas pour de nombreux jeux aujourd'hui.
Le Musée de l'École 1900 à Saint-Martin-des-Olmes, Puy-de-Dôme possède une bonne représentation en couleurs d'enfants jouant à ce jeu que l'on peut voir affichée dans l'escalier qui mène de la salle où sont exposés les anciens jouets aux locaux scolaires.